# Sergios von Resaina
Sergios von Resaina (auch Sergius bzw. Sarğīs; gestorben 536 in Konstantinopel) war ein spätantiker Philosoph, Mediziner und Übersetzer.

## Leben
Die Herkunft des Sergios ist nicht genau bekannt, da die Quellen dazu nicht eindeutig sind. Fest steht, dass er in Resaina-Theodosiopolis (heute Raʾs al-ʿAin in Syrien) im Oströmischen Reich als Arzt tätig war. Er hatte wohl im ägyptischen Alexandria studiert und galt als Experte für die syrische Sprache und Medizin, des Weiteren beherrschte er offenbar das Griechische. 535 reiste er nach Antiochia, um dort eine Beschwerde gegen Bischof Asylus (oft ungenau als Ascolius bezeichnet) von Resaina beim Patriarchen Ephraim einzureichen; der Hintergrund ist nicht ganz klar, doch dürfte es sich nicht um religiöse Gründe gehandelt haben. Bald darauf brach er im Auftrag des Patriarchen nach Rom auf und begleitete von dort aus Papst Agapitus I. in die oströmische Hauptstadt Konstantinopel, wo beide 536 verstarben.

## Werke
Sergios verfasste zahlreiche philosophische, medizinische und sogar christlich theologische Abhandlungen. Er übersetzte zudem (vor allem philosophische) Werke ins Syrische, womit er sich als Vermittler antiken Wissens große Verdienste erwarb, da Teile dieser Schriften über den Kulturtransfer ins Arabische der Nachwelt erhalten blieben. Zu diesen Werken gehörten unter anderem Abhandlungen bezüglich Galenos und Alexander von Aphrodisias. Berühmt ist sein (erhaltener) Kommentar zu den Kategorien des Aristoteles, den er als Philosophen besonders schätzte. Als erster syrischer Aristoteleskommentator hatte er maßgeblichen Einfluss auf die Wissensgeschichte des spätantiken-frühmittelalterlichen Vorderen Orients.

## Ausgaben/Übersetzungen
- Sami Aydin (Hrsg.): Sergius of Reshaina. Introduction to Aristotle and his „Categories“, Addressed to Philotheos. Brill, Leiden/Boston 2016 (= Aristoteles Semitico-Latinus. Band 24). [Text, englische Übersetzung und Kommentar mit ausführlicher Einleitung]